# Pseudicius spasskyi
Pseudicius spasskyi là một loài nhện trong họ Salticidae.
Loài này thuộc chi Pseudicius. Pseudicius spasskyi được Andreeva, Heciak & Jerzy Prószyński miêu tả năm 1984.